# Echinorhynchidae
Die Echinorhynchidae sind eine Familie innerhalb der zu den Kratzwürmern zählenden Palaeacanthocephala, die als adulte Tiere in Meeres- und Süßwasserfischen sowie in Amphibien und Reptilien leben und bei diesen eine Acanthocephalose auslösen.

## Merkmale
Bei den Vertretern der Gattung Echinorhynchidae handelt es sich um kleine bis mittelgroße Arten der Kratzwürmer, die als auffälligstes Kennzeichen keine Stacheln am Rumpf besitzen. Der Rüssel (Proboscis) ist bei ihnen mehr oder weniger zylindrisch bis ei- oder keulenförmig. Das Lakunensystem des Teguments ist sehr gut entwickelt und besitzt zwei seitliche Hauptkanäle. Die beiden Lemiski, in den Rumpf ragende Zapfen des syncytialen Teguments, sind nur kurz oder zungenförmig ausgebildet. Die Hoden der Männchen sind oval, diese besitzen zudem 6 bis 8 Zementdrüsen am hinteren Rumpfende. Die Eier können oval oder spindelförmig sein.

## Lebensweise
Die Arten der Echinorhynchidae leben als ausgewachsene Tiere als Darmparasit in Meeres- und Süßwasserfischen sowie in Amphibien und Reptilien. Als Zwischenwirte wirken Kleinkrebse wie Flohkrebse oder wasserlebende Asseln.

## Taxonomie
Die bekanntesten Gattungen der Echinorhynchidae sind Echinorhynchus und Acanthocephalus mit zahlreichen Arten, die auch als Parasiten von Heim- und Nutztieren relevant sind. Diese werden gemeinsam mit den Gattungen Pseudoacanthocephalus und Pilus in die Unterfamilie Echinorhynchinae eingeordnet. Dieser stehen die Yamaguitisentinae mit Yamaguitisentis als einziger Gattung gegenüber.